# Departamento de Ramón Lista
Departamento de Ramón Lista är en kommun i Argentina.   Den ligger i provinsen Formosa, i den norra delen av landet, 1 300 km norr om huvudstaden Buenos Aires.
I omgivningarna runt Departamento de Ramón Lista växer i huvudsak lövfällande lövskog. Runt Departamento de Ramón Lista är det mycket glesbefolkat, med 3 invånare per kvadratkilometer.